# Paul Guldin
Paul Guldin, rođen kao Habakuk Guldin (12. jun 1577 (Mels) – 3. novembar 1643 (Grac)) bio je švajcarski jezuita, matematičar i astronom. Smatra se da su on i aleksandrijski polihistor Papus nezavisno jedan od drugog otkrili formule kojima se opisuju veze između težišta i obrtnih površina. Njegov teorem poznat je i kao Papus-Guldinusov teorem, ili Papusov centroidni (težišni) teorem. Guldin je ostao zapamćen i po sarađivanju sa nemačkim matematičarem i astronomom Johanom Keplerom.

## Biografija
Paul Guldin je rođen u Švajcarskoj, u gradu Melsu. Kao profesor matematike radio je u Gracu i Beču.
U delu astronoma Paola Kasatija Zemlja kretajuća mašina (лат. Terra machinis mota) iz 1658. godine, autor je predstavio zamišljeni razgovor između Guldina, Galileja i Mersena, na različite naučne teme među kojima su problemi iz kosmologije, geografije, astronomije i geodezije.

## Dela
- Problem aritmetičkih kombinacija (лат. Problema arithmeticum de rerum combinationibus), Beč, 1622. godina
- Geografski problemi kretanja Zemlje pod uticajem centralno-gravitacionih sila (лат. Problema geographicum de motu terrae exmutanione centrigravitis), 1622. godina
- Centar mase (лат. Centrobaryca) u tri knjige, 1635, 1640. i 1641. godine